# Катастрофа Су-27 во Львове
Катастрофа Су-27 во Львове, также известная как Скниловская трагедия (укр. Скнилівська трагедія) — крупная авиационная катастрофа, произошедшая в субботу 27 июля 2002 года в ходе авиашоу в честь 60-летия 14-го авиационного корпуса (бывшей 14-й воздушной армии СССР) на Скниловском аэродроме, расположенном на окраине Львова. Во время выполнения на предельно малой высоте фигуры высшего пилотажа истребитель Су-27УБ ВВС Украины упал прямо в толпу зрителей. Погибли 77 человек (из них 28 детей), пострадали с различной степенью тяжести 543 человека. Катастрофа во Львове стала крупнейшей в мировой истории авиашоу по числу погибших и раненых.

## Хронология событий

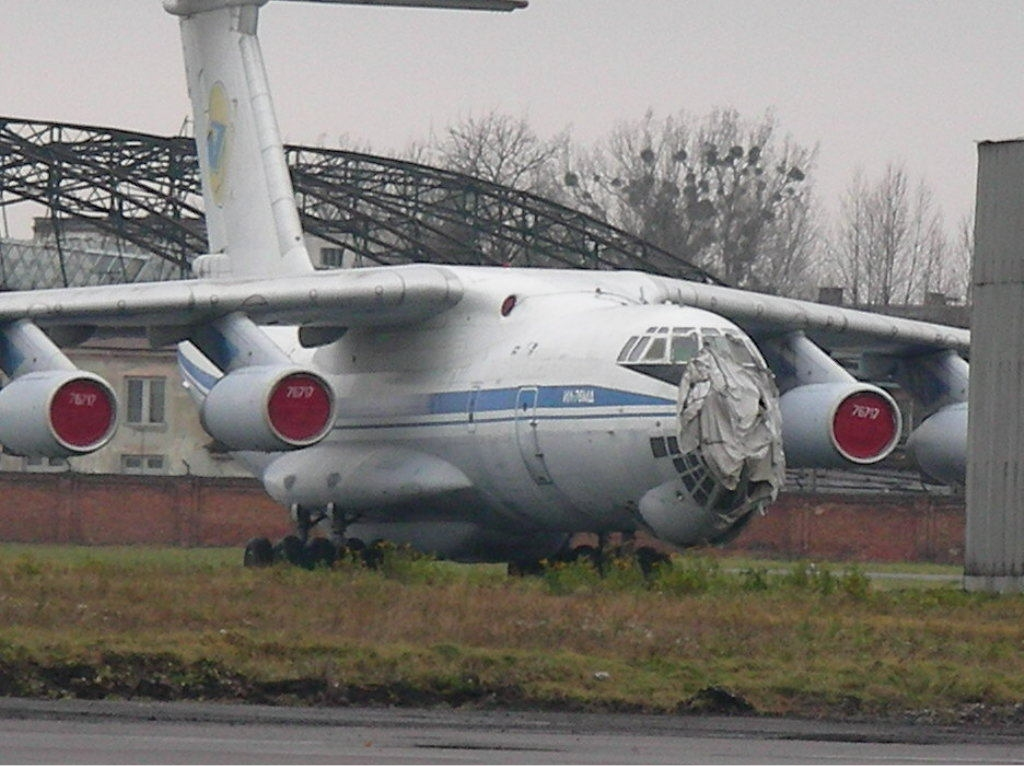
Повреждённый борт UR-76717

27 июля 2002 года Су-27УБ борт 42 под управлением двух пилотов — 45-летнего командира В. А. Топонаря и 49-летнего второго пилота Ю. М. Егорова — выполнял фигуру высшего пилотажа. Самолёт вошёл в нисходящий вираж на малой высоте. Несмотря на попытку выйти из виража вверх, истребитель слишком быстро терял высоту. Самолёт, задев дерево, ударился левым крылом о бетон и некоторое время скользил по земле через лётное поле, заполненное зрителями; пилоты катапультировались. Затем самолёт задел стоявший на аэродроме Ил-76МД борт UR-76717, начал кувыркаться, пластом рухнул на землю и полностью разрушился. На месте падения прогремел взрыв и возник сильный пожар. Катастрофа произошла в 12:52 EEST (13:52 MSD).
К месту крушения самолёта были немедленно стянуты пожарные расчёты и бригады скорой помощи, а из Киева во Львов срочно была направлена бригада лучших медиков.
Общее число жертв катастрофы составило 77 человек, среди которых было 28 детей. Несколько сотен человек получило травмы разной степени тяжести. Общее число пострадавших достигло 543 человек.

## Расследование
Президент Украины Леонид Кучма всю вину за случившуюся катастрофу возложил на военных, освободив от должности главнокомандующего ВС Украины генерал-полковника Виктора Стрельникова. Генеральная прокуратура Украины арестовала Виктора Стрельникова и ещё троих высокопоставленных украинских военных. Одновременно с этим министр обороны Украины Владимир Шкидченко подал прошение об отставке, однако отставка не была принята.
Данные, полученные на первых этапах расследования причин катастрофы самолёта Су-27, свидетельствуют, что причинами трагедии стали серьёзные просчёты в организации подготовки и осуществления полётов в Военно-воздушных силах и, в частности, при организации демонстрационных мероприятий во Львове.пресс-служба Генпрокуратуры Украины, 28 июля 2002 года
6 сентября 2002 года были опубликованы результаты расследования комиссии Министерства обороны Украины. В качестве основной причины инцидента было названо «отклонение экипажа от полётного задания и ошибка в пилотировании Су-27». Материалы комиссии были переданы в суд, который завершился 24 июля 2005 года.
Приговор суда
- Владимир Топонарь, командир Су-27 — приговорён к 14 годам лишения свободы и штрафу в 7,2 млн гривен (около 1 300 000 долларов), затем по решению Верховного суда сумма уменьшена до 150 000 гривен (около 27 000 долларов). Вышел на свободу через 11 лет. По состоянию на 2019 год проживал в Кагарлыцком районе Киевской области[12]. Умер в Крыму 21 января 2023 года[13][14].
- Юрий Егоров, второй пилот Су-27 — приговорён к 8 годам лишения свободы и штрафу в 2,458 млн гривен (около 450 000 долларов). Вышел на свободу через 2,5 года.
- Анатолий Третьяков, заместитель командующего 14-м авиакорпусом — приговорён к 6 годам заключения и выплате 700 000 гривен (около 130 000 долларов).
- Юрий Яцюк, заместитель руководителя полётами — приговорён к 6 годам заключения и выплате 700 000 гривен (около 130 000 долларов).
- Анатолий Лукиных, начальник службы безопасности полётов 14-го авиакорпуса — приговорён к 4 годам лишения свободы условно и выплате 200 000 гривен (около 35 000 долларов).
- Олег Дзюбецкий, ответственный за подготовку экипажа — оправдан в связи с отсутствием состава преступления.

Никто из обвиняемых своей вины в происшествии не признал.
Катастрофа стала одним из факторов расформирования пилотажной группы «Украинские Соколы», членом которой являлся Топонарь.
Уголовные дела в отношении четырёх генералов ВС Украины, среди которых бывший главнокомандующий ВВС Украины генерал Стрельников, были переданы в суд. Судебные слушания закончились 9 июня 2008 года, а 11 июня украинский военный апелляционный суд в Киеве полностью оправдал всех четверых генералов.

## Расшифровка переговоров
- 12:40:30. (команда с земли) Яцюк: 2000 метров, тонкая, есть кучёвочка порядка 2-3 балла. Погода хорошая, видимость более 10 километров.
- 12:40:47. Второй пилот Егоров: А вот смотри, Володя, тут такая погода.
 Командир Топонарь: Возьми пока управление.
 Егоров: Взял.
- 12:41.09. Топонарь: Поворот вправо.
 Егоров: Я понял.
- 12:41:17. Яцюк: 31152, вправо на посадочный 312, азимут 136, удаление 24. По давлению 738, снижайтесь 600.
- 12:41:25. Топонарь: Выводи, выводи с крена, выводи.
- 12:41:33. Топонарь (земле): Разрешили 600, 31152.
- 12:41:36. Яцюк: Понял. Давление 738,0 установили?.
- 12:41:44. Топонарь: Установил.
- 12:41:52. (команда с земли) Третьяков: 31152, я «Лаванда» — старт.
 Топонарь: Отвечаю, 31152: 1500 на снижении.
- 12:41:59. Третьяков: Хорошо, по давлению 738,0 занимайте 600 метров на привод.
- 12:42:06. Топонарь: Снижаюсь 600 на привод.
- 12:42:11. Яцюк: 152, как принимаете «Лаванда» — площадку?.
 Топонарь: Хорошо принимаю.
- 12:42:16. Топонарь: Влево 10 возьми.
- 12:42:23. Топонарь: Выводи.
- 12:42:38. Топонарь: Всё. Наблюдаю.
 Егоров: Да, гаси скорость.
- 12:42:41. Третьяков: 31152 ещё раз, проверьте установку давления 738,0.
- 12:42:50. Топонарь: 738,0 установил, полосу наблюдаю 600 горизонт.
- 12:42:56. Третьяков: Хорошо. Визуально какое удаление?
- 12:43:00. Топонарь: Визуально километров 10. Разрешите снижение дальнейшее.
- 12:43:05. Третьяков: Да. Наблюдаю 152 вас, по заданию снижение разрешаю.
- 12:43:13. Егоров: Вова, оттриммеруй самолёт и давай с трёхсот метров. Вова, не будем, зачем нам туда?…
 Топонарь: Нормально.
- 12:43:26. Яцюк: 152, я «Лаванда», площадка: наблюдаю, работу разрешаю.
- 12:43:31. Сигнал бортового компьютера о снижении на опасную высоту (на протяжении 5,5 секунды).
- 12:43:33. Егоров: У нас остаток с тобой большой. Понимаешь?
- 12:43:37. Егоров: 6 тонн. Понимаешь?
- 12:43:43. Топонарь: Где зрители, на х…?
- 12:43:48. Егоров: Не знаю, где они бл….
- 12:43:49. Топонарь: А, вон, вижу. Егоров: …твою мать…! С правой стороны нет!
- 12:43:54. Топонарь (земле): Пилотаж влево выполняю.
 Егоров: Ну что, пошли?
- 12:43:58. Яцюк: Влево, влево.
- 12:44:14. Егоров: Включай.
- 12:44:34. Егоров: Пошли.
- 12:44:36. Сигнал о снижении на опасную высоту.
- 12:44:39. Егоров: Бочка.
- 12:44:44. Егоров: Хватит — угол.
- 12:44:51. Голосовой информатор: Борт 42, скорость предельная.
- 12:44:58. Егоров: Поворачивай.
 Голосовой информатор: Борт 42, предельный угол атаки, предельная перегрузка.
- 12:45:01. Яцюк: Поворот.
- 12:45:02. Егоров: Выворачивай ёб….
- 12:45:05. Яцюк: Выводи.
- 12:45:07. Третьяков: Выводи, добавь обороты.
- 12:45:10. Яцюк: Форсаж.
 Голосовой информатор: Предельный угол атаки, предельная перегрузка.
- 12:45:11. Третьяков: Добавь обороты.
- 12:45:18. Остановка магнитофона.

## Память

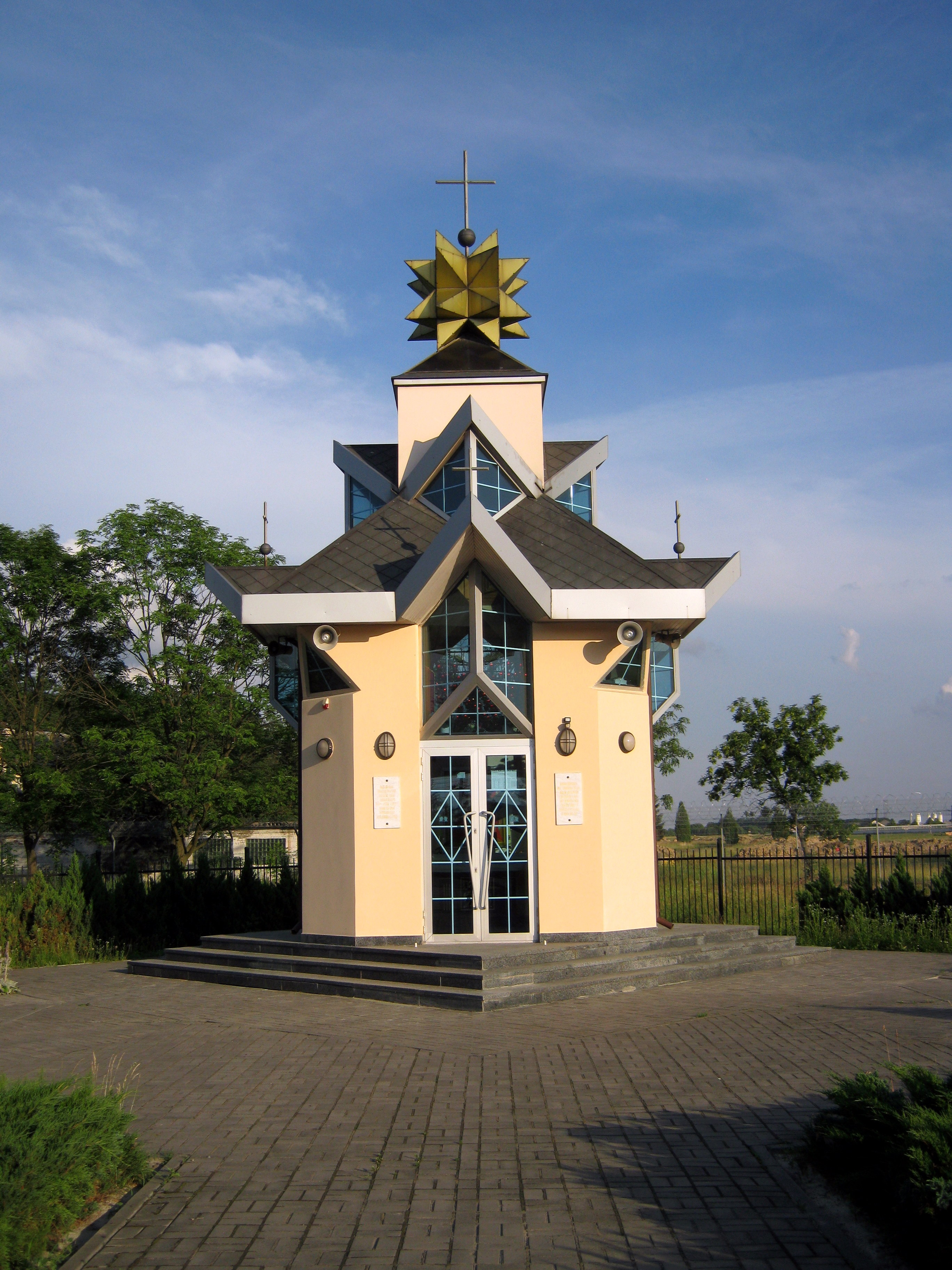
Часовня Всех Святых украинского народа и жертв Скниловской трагедии (Львов, улица Авиационная). Возведена в первую годовщину крушения

29 июля 2002 года было объявлено днём траура в соответствии с указом Президента Украины.
Певица Наталка Карпа записала песню «Від мене до тебе» и сняла на неё клип в память жертв происшествия. Песня и клип вышли в двух версиях (на украинском и английском языках).
В 2003 году на улице Авиационной, расположенной на въезде к Скниловскому аэродрому, была возведена часовня Всех Святых украинского народа: деньги на её сооружение были собраны из пожертвований. Автор проекта — Игорь Подоляк, внутреннее оформление — Маркиян и Юрий Мыськивы. Около часовни были установлены 77 камней по числу жертв катастрофы. Часовню освятили в первую годовщину катастрофы священники Украинской греко-католической церкви, УПЦ Московского патриархата, УПЦ Киевского патриархата и УАПЦ. Ежегодно в годовщину инцидента здесь проводятся богослужения. В июле 2007 года была установлена икона святого Николая, под покровом которого изображены все погибшие в день авиакатастрофы (художник — Николай Солтыс).